# Joop van Nellen
Johannes Cornelis "Joop" van Nellen (Delft, 15 de março de 1910 - 14 de novembro de 1992) foi um futebolista neerlandês, que atuava como atacante.

## Carreira
Joop van Nellen fez parte do elenco da Seleção Neerlandesa de Futebol que disputou a Copa do Mundo de 1934.

## Ligações Externas
- Perfil em Fifa.com (em inglês)